# ハラルト・シューマッハー
ハラルト・アントン・シューマッハ（Harald Anton Schumacher, 1954年3月6日 - ）は、ドイツ・ノルトライン＝ヴェストファーレン州デューレン郡デューレン出身の元同国代表サッカー選手、サッカー指導者。ポジションはゴールキーパー。愛称はトニー (Toni)。元パラグアイ代表のホセ・ルイス・チラベルトが現役時代に目標としていたプレーヤーでもあった。
Haraldを「ハラルド」とする表記があるが、標準ドイツ語では語尾の“D”は“T”の発音となるのでハラルトが本来の発音に近い。

## 経歴
クラブでは1.FCケルンの一員として1977-78シーズンにブンデスリーガ制覇、西ドイツ代表では1979年に初選出されると正GKの座を掴み、1982年、1986年と2度のワールドカップで準優勝に貢献、1986年に代表から退くまで76試合に出場した。
反面、問題を引き起こすことがあり、1982年に行われた1982 FIFAワールドカップ準決勝のフランス戦でのパトリック・バチストンに対するラフプレーで知られる。後半11分にミシェル・プラティニのループパスに上手く抜け出したバチストンと1対1の状況になり、飛び出したシューマッハーは激突した際に肘鉄を浴びせた。このラフプレーでバチストンは頭部を強打し、入院生活を余儀なくされた。一方で主審はシューマッハーに対してPKはおろか警告すら与えず、ゴールキックから試合を再開させたため物議を醸した。
また1987年に当時の西ドイツサッカー事情をとりあげた内部告発本 『開始の笛』（原題：Anpfiff、ISBN 978-3426262986）を出版した。その中でドイツサッカー界の不正疑惑を暴露したことで、ドイツサッカー協会（DFB）から国内からの永久追放の処分を受けた。
その後、協会とも和解し国内のクラブでGKコーチを務めている。ボルシア・ドルトムントのGKコーチを務めていた1995/1996シーズンのブンデスリーガ最終節、SCフライブルク戦で後半43分から途中出場した。

## 人物
1970年代のゼップ・マイヤーと並び称される1980年代のドイツとヨーロッパを代表するGK。1対1の場面での絶対的な強さ、ワンハンドスローでハーフウェーラインを越す事が出来る程の肩の強さ、PKに対する勝負強さが特徴である。攻撃時にはハーフウェーラインまで上がって攻撃に参加することもあった。

## 代表歴
- 1979－1986　ドイツ代表
  - 代表デビュー：1979/5/26
  - 代表歴：通算76試合出場0得点

## タイトル

### クラブ
- ブンデスリーガ　2回（ケルン＝1977-78、ドルトムント＝1995－96）
- ドイツカップ　3回（1978、1978、1983）
- トルコ・シュペルリガ　1回（1988－89）

### 代表
- UEFA欧州選手権　1回（1980）

### 個人
- ドイツ年間最優秀選手賞　2回（1984、1986年）